# Anaszacht
Anaszacht (Zbiornik Madejski) – jezioro w Polsce położone w województwie śląskim na terenie Zabrza, w dzielnicy Biskupice. Powierzchnia 6,5 ha i głębokość około 1,5 do 2 m.
W akwenie występują m.in. amury, karasie, karpie, leszcze, liny, okonie, płocie, szczupaki.